# Баар (блюдо)
Баар (чечен. БӀар) — традиционное национальное блюдо чеченцев, в состав блюда входят баранья голова и ноги, сычуг, крупа (рис или гречка), репчатый лук, лавровый лист, чёрный перец и растительное масло.

## Описание
Голову и ноги отваривают, пока мясо не отделится от костей. Затем из головы достают мозг и мелко режут его. Варят гречневую или рисовую кашу. Накрошенный репчатый лук добавляют к каше и мясу и поливают маслом. Полученную массу кладут в сычуг барана, в середину помещают мозги. Сычуг зашивают и варят в кастрюле или запекают в духовке.